# Le Dingue du palace
Pour les articles homonymes, voir The Bellboy.
Pour plus de détails, voir Fiche technique et Distribution.
Le Dingue du palace (The Bellboy) est un film américain écrit, produit et réalisé par Jerry Lewis et sorti en 1960.

## Synopsis
Stanley est groom dans un grand hôtel de Miami. Il est calme et ne dit pas un mot : comme on lui coupe la parole à chaque fois qu'il commence une phrase, tout le monde est persuadé qu'il est muet. Un jour, la superstar de cinéma, Jerry Lewis arrive dans cet hôtel. Tout le monde note la ressemblance avec Stanley.

## Fiche technique
- Titre original : The Bellboy
- Titre français : Le Dingue du palace
- Réalisation : Jerry Lewis
- Scénario : Jerry Lewis
- Direction artistique : Henry Bumstead et Hal Pereira
- Décors : Robert R. Benton et Sam Comer
- Photographie : Haskel B. Boggs
- Musique : Walter Scharf
  - Thème principal de Jerry Lewis (non crédité)
- Production : Jerry Lewis ; Ernest D. Glucksman (associée)
- Sociétés de production : Jerry Lewis Pictures et Paramount Pictures
- Société de distribution : Paramount Pictures
- Pays d'origine :  États-Unis
- Langue : anglais
- Format : noir et blanc - 35 mm - 1,85:1 - son mono (Westrex Recording System)
- Genre : comédie
- Durée : 68 minutes
- Dates de sortie : 
  - États-Unis : 6 juillet 1960 (Los Angeles) ; 20 juillet 1960 (New York)
  - France : 23 juin 1961

## Distribution
- Jerry Lewis (VF : Jacques Dynam) : Stanley / lui-même (crédité Joe Levitch)
- Alex Gerry (VF : Jean-Henri Chambois) : M. Novak, le directeur de l'hôtel
- Bob Clayton (en) : Bob, le manager des grooms
- Sonny Sands (VF : Serge Lhorca) : Sonnie, un groom
- Eddie Schaeffer (VF : Lucien Bryonne) : Eddie, un groom
- Herkie Styles : Herkie, un groom
- David Landfield : David, un groom
- Milton Berle (VF : René Bériard) : lui-même / un groom (non crédité)
- Bill Richmond (en) : Stan Laurel
- Art Terry (VF : Fernand Rauzena) : lui-même (The Novelites)
- Frankie Carr (VF : Michel Roux) : lui-même (The Novelites)
- Joe Mayer : lui-même (The Novelites)
- Jack Durant (VF : Jacques Thébault) : Ferdinand Manville
- Sarah Smith : Mme Hartung avant régime
- Pat Mack (VF : Sylvie Deniau) : Mme Hartung après régime
- Jimmy Gerard (VF : Alfred Pasquali) : l'homme qui se dispute avec sa femme
- Matilda Gerard (VF : Marie Francey) : la femme qui se dispute avec son mari
- Larry Best : l'homme à la pomme
- Larry K. Nixon (VF : Jacques Thébault) : l'autre manager des grooms
- B.S. Pully (en) (VF : Robert Dalban) : Steve, le chef des gangsters au café
- Maxie Rosenbloom (VF : Jean Clarieux) : Maxie, un gangster au café
- Joe E Ross (en) : un gangster au café
- Isobel Elsom : une cliente de l'hôtel (non créditée)
- Cary Middlecoff : lui-même (non crédité)
- Del Moore (VF : Roger Rudel) : le commentateur de golf (non crédité)
- Jack Kruschen (VF : Émile Duard) : Jack E. Mulcher (non crédité)
- Walter Winchell (VF : Maurice Dorléac) : le narrateur (non crédité)

## Autour du film
Sorti aux États-Unis le 6 juillet 1960, Le Dingue du palace est le premier film entièrement interprété, écrit, réalisé et produit par Jerry Lewis. Sans histoire ni intrigue véritable, il narre les allées et venues du plus dingue des grooms, Stanley (un rôle - presque - entièrement muet), dans le luxueux Fontainebleau Hotel de Miami Beach, prétexte sans équivoque pour l'acteur comique de pousser son art à la limite de l'absurde et ponctué de caméos d'artistes de music-hall venus faire leur numéro comme Milton Berle ou Bill Richmond, imitateur de Stan Laurel.
C'est le premier long-métrage à avoir bénéficié du système d'écran témoin sur moniteur permettant de visualiser immédiatement une scène qui vient d'être tournée.